# Bert de Kool

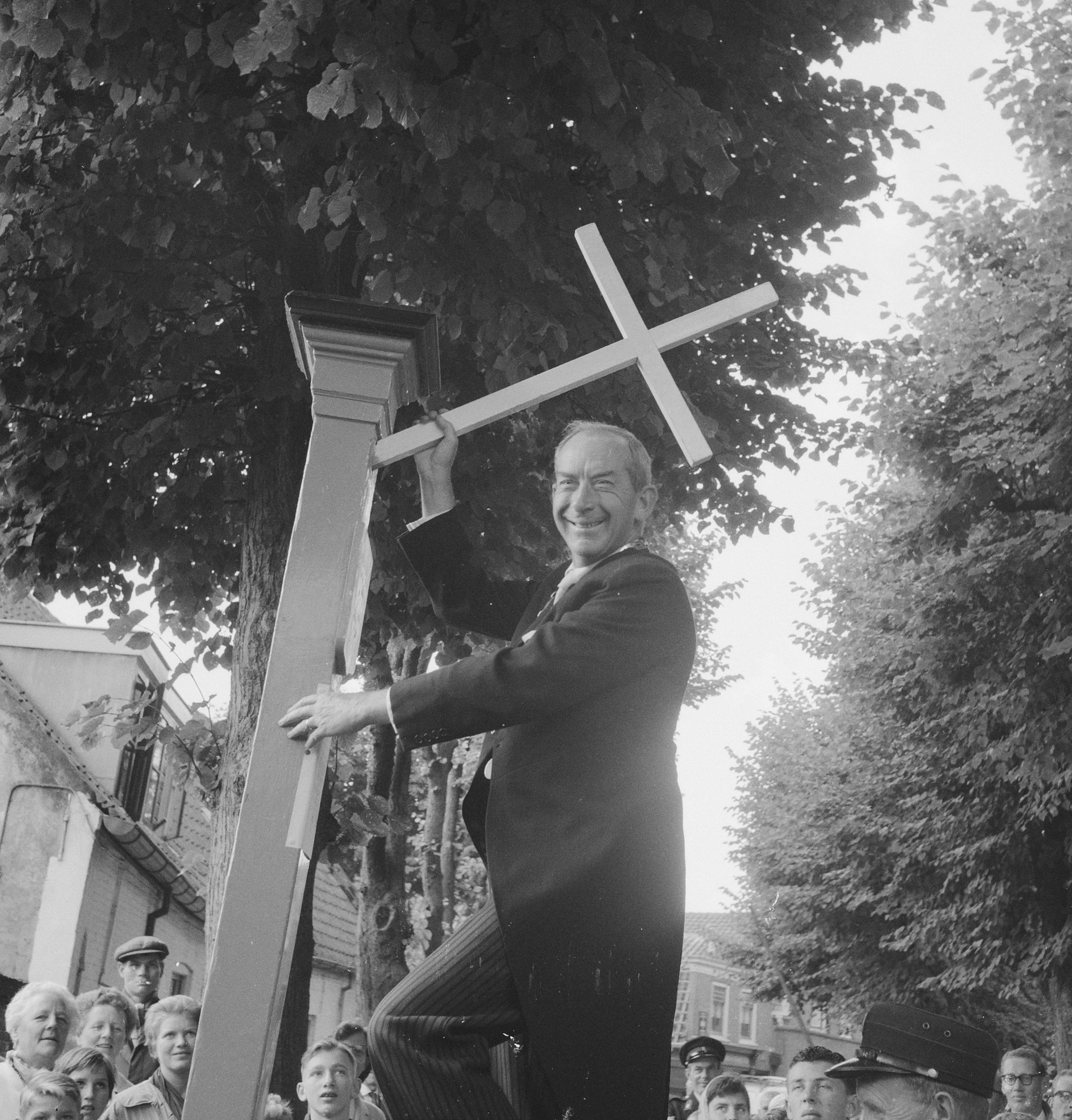
Voorschoten: Burgemeester de Kool plaatst bij de aanvang van de paardenmarkt het marktkruis om aan te geven dat de markt een vrijplaats is (28 juli 1961).

Lambertus (Bert) de Kool (Ridderkerk, 1906 – 7 december 1996) was een Nederlands politicus van de ARP.
Hij werd geboren als zoon van Mattheüs de Kool (1862-1951) en Leigje de Koning (1869-1945). Midden 1923 ging de toen 17-jarige De Kool als volontair werken bij de gemeentesecretarie in zijn geboorteplaats. Hij was daar ambtenaar ter secretarie voor hij in 1932 benoemd werd tot gemeentesecretaris van Heerjansdam. In januari 1944 werd hij ontslagen en raakte verder betrokken bij het verzet tegen de Duitse bezetters. Na de bevrijding keerde hij kort terug als gemeentesecretaris en daarna was hij als adjunct-commies werkzaam bij het Centraal Orgaan voor de Zuivering van Overheidspersoneel. In maart 1947 werd De Kool benoemd tot burgemeester van Zuidland en dertien jaar later volgde zijn benoeming tot burgemeester van Voorschoten. In maart 1971 ging hij met pensioen. Daarna hield hij zich bezig met het fokken van paarden en eind 1996 overleed hij op 90-jarige leeftijd. In Voorschoten is het Burgemeester De Koolplantsoen naar hem vernoemd.